# 徳島県道242号植桜鴨島線
徳島県道242号植桜鴨島線（とくしまけんどう242ごう うえざくらかもじません）は、徳島県吉野川市を通る一般県道である。

## 概要
吉野川市川島町桑村から吉野川市鴨島町敷地に至る。
吉野川市川島町桑村から吉野川市鴨島町敷地の南側斜面に沿って蛇行を繰り返しながら徳島県道240号西麻植下浦線に通じる。舗装部分の道幅は鴨島町側では約2 m、川島町側では1.5 m程度であり通行する車両・人はほとんどない。道沿いに人家は数軒あるのみで、終点側からは舗装はしっかりしているものの、最後の家が途切れるあたり - 起点側はほぼ放置された状態であり、舗装されているのかされていないのか曖昧なほどの路面状態である。鴨島町と川島町の境あたりで飯尾川の源流地点のそばを通ることとなる。

### 路線データ
- 起点：吉野川市川島町桑村（徳島県道43号神山川島線交点）
- 終点：吉野川市鴨島町敷地（徳島県道240号西麻植下浦線交点）
- 総延長：6.734 km[1]

## 歴史
- 1959年（昭和34年）1月31日 - 徳島県道139号植桜鴨島線として認定。
- 1972年（昭和47年）3月10日 - 現在の路線番号で再認定。

## 地理

### 通過する自治体
- 徳島県
  - 吉野川市

### 交差する道路
| 交差する道路              | 交差する場所 | 交差する場所 |
| ------------------------- | ------------ | ------------ |
| 徳島県道43号神山川島線    | 川島町桑村   | 起点         |
| 徳島県道240号西麻植下浦線 | 鴨島町敷地   | 終点         |

### 沿線
- 吉野川市立飯尾敷地小学校（終点付近）